# Frente Unido de Liberación de Assam
El Frente Unido de Liberación de Assam (en inglés: United Liberation Front of Asom, ULFA) es un movimiento de liberación del pueblo asamés (nordeste de la India), creado el 7 de abril de 1979 por Paresh Barua, en el histórico Rang Ghar de Sibsagar, con el ánimo de establecer un Estado soberano y socialista en Assam, a través de la lucha armada.
El líder del grupo es Arabinda Rajkhowa (ala política), Paresh Barua dirige el ala militar, estando subordinado al mismo el jefe de operaciones Raju Baruah. Como secretario de exteriores actúa Sasha Choudhury, y como Secretario de Publicidad lo hace Mithing Daimary.

## Historia
El 7 de abril de 1979, Paresh Barua y otros compañeros, incluyendo Rajiv Raj Konwar (alias Arabinda Rajkhowa), Golap Baruah (alias Anup Chetia), Samiran Gogoi (alias Pradip Gogoi) y Bhadreshwar Gohain, formaron el ULFA. En sus primeros años apenas tuvo actividad, y en 1986 se alió con el Consejo Socialista Nacional de Nagaland (NSCN) y con el Ejército de la Independencia de Kachin (KIA), de Birmania, recibiendo armas y entrenamiento. Se supone también que los servicios secretos pakistaníes (ISI) y la Defense Forces Intelligence (DFI) de Bangladés, colaboraron en el desarrollo del grupo. Pero las principales bases se establecieron en Samdrup Jongkhar, en Bhután, y se estableció también una alianza con los Tigres de Eelam (LTTE).
Los combatientes establecieron en las zonas liberadas programas de reforma agraria, abolición de bebidas y cosas perjudiciales, establecimiento de granjas colectivas (como en Goalpara, Lakhimpur, y Dhemaji), construcción de caminos en cooperación, y otros avances sociales. Llegaron a infiltrarse en la policía y la administración del Estado. Cuando el partido nacionalista Asom Gana Parisad (AGP) llegó al gobierno por primera vez en 1985, su ministro de Interior Bhrigu Kumar Phukan, fue acusado de dar apoyo al ULFA.
El AGP perdió el gobierno en 1990 al establecerse el gobierno presidencial (28-11-1990) y el ULFA fue declarado ilegal. Una operación contra el ULFA llamada Operation Bajrang concluyó en abril de 1991 con la muerte de más de 200 combatientes. La consiguiente calma permitió celebrar elecciones en junio de 1991, formando gobierno el líder local del Congreso Hiteshwar Saikia, pero ULFA reanudó la actividad armada y el ejército tuvo que desarrollar una nueva operación llamada Rhino (15-9-1991), que se extendió hasta el 14 de enero de 1992, causando más de dos mil bajas al ULFA. Una subsiguiente amnistía produjo la rendición de 4.000 combatientes en 1994, pero no por ello cesó la actividad armada y en abril de 1995 el ejército inició la operación Golden Bird, que concluyó con la muerte de 50 combatientes. En 1998 cientos de militantes abandonaron la organización, que si bien parece haber perdido el masivo apoyo del que disfrutó goza aún de amplias simpatías entre el pueblo.